# 小笠原信嶺
小笠原信嶺（1547年—1598年3月26日），日本戰國時代至安土桃山時代的武將。松尾小笠原氏當主。信濃國伊那郡松尾城城主。通稱十郎三郎、掃部大夫。父親是伊那小笠原氏出身的小笠原信貴。

## 生平
在天文16年（1547年）出生，家中長男。永祿元年（1558年）6月，以人質身份被送到甲府。與父親信貴同様，被編入武田信玄配下的信濃先方眾。永祿末年期間，繼承家督。永祿5年（1562年）9月18日，與伊那郡飯田城城主坂西永忠因為所領問題對立，並把永忠放逐到信濃木曾郡。
元龜3年（1572年）11月15日，向德川方的國人眾送出書狀，對三河國、遠江國、美濃國進行離間。
元龜4年（1573年）4月，在信玄死後，仕於成為當主的武田勝賴。同年7月6日，被任命為前往三河長篠城的在番，並被賜予遠江井伊谷，此時在井伊谷配置同族的小笠原忠長和家臣常葉常陸守等。同年7月，三河的德川家康包圍長篠城，此時以援軍身份，被勝賴派遣前往救援，不過在同年9月，放棄長篠城並退去。天正3年（1575年）4月，在勝賴侵攻三河時，與山縣昌景一同受山家三方眾的帶領，攻撃足助城等諸城，並經作手城，在野田城驅逐德川方的菅沼定盈，在攻略德川方的二連木城後，攻撃吉田城。5月21日，在武田方於長篠之戰中被織田德川軍擊敗後，往信濃撤退（此外，關於勝賴開始侵攻遠江、三河的時期，一向都被認為是在元龜2年（1571年）4月，隨著武田信玄發動的西上作戰而開始，不過在相關文書年代再考證後，應是天正3年的事）。天正8年（1580年），擔任駿河三枚橋城的在番。
天正10年（1582年）2月，織田信長發動甲州征伐。同年2月14日，在織田方主將織田信忠進入岩付城後，歸屬於織田方，並參加進攻仁科盛信守備的高遠城。因為離反，作為人質而向勝頼送出的母親被處刑（『開善寺過去帳』）。同年3月2日，在上諏訪拜謁信長，成功保持舊領。
同年6月，因為信長在本能寺之變中死去，於是打算討伐曾暗殺自己的飯田城主毛利長秀，但是長秀送回人質（信嶺的正室）並往尾張逃亡（『勝山小笠原家譜』）。在天正壬午之亂中屬於德川家康，以酒井忠次家臣（家康的陪臣）身份，在信濃、甲斐各地轉戰，與諏訪賴忠和大道寺政繁等後北條氏勢力戰鬥，亦有在長久手之戰和小田原征伐中出陣。因為這些功績，成功保持松尾城等地的知行。天正12年（1584年），誘殺原武田家臣下條賴安（下條信氏的兒子）等，強化支配力。
天正18年（1590年），在家康移封關東地方時，被賜予武藏國兒玉郡本庄1萬石，成為本庄城城主（本庄藩藩祖）。廢棄本庄氏時代的城池，並在久城掘西側築起新城，並把在低地生活的住民移住至高地，建造新町。
翌年（1591年），迎接夫人的哥哥兼甲斐國永岳寺的救山宗溫禪和尚，親自開基，並在本庄宿的中宿（此後該地改名為仲町）建立畳秀山的開善寺（與小笠原氏的菩提寺同名）。
在豐臣秀吉向朝鮮出兵時，前往九州。在伏見城築城工事時，率領工人2百人。在慶長3年（1598年）2月19日於江戶死去。享年52歲。家督由養嗣子小笠原信之（酒井忠次的3男）繼承。

## 外部連結
- 武家家伝＿松尾小笠原氏 （页面存档备份，存于）